# Norene Forbes
Norene Elizabeth Forbes (ur. 	24 lipca 1914 w Los Angeles w Kalifornii, zm. 15 czerwca 2004 w Highland Park, Michigan) – amerykańska pływaczka specjalizująca się w stylu dowolnym, olimpijka.
Reprezentowała Stany Zjednoczone w konkursie pływania 400 metrów stylem dowolnym na Letnich Igrzyskach Olimpijskich 1932, które odbyły się w Los Angeles w stanie Kalifornia. W rundzie eliminacyjnej ukończyła konkurencję w czasie 5:57.8 i zajęła 2. miejsce. Następnie przeszła do półfinałów, gdzie zakończyła konkurencję z czasem 6:22.1, zajmując 3. miejsce. Dotarła do finałów, gdzie konkurencję ukończyła z czasem 6:06.0 i zajęła 6. miejsce.

## Życie prywatne
Była żoną Thaddeusa Lancuckiego z którym miała syna Davida Lancuckiego.